# Marianne Vogel

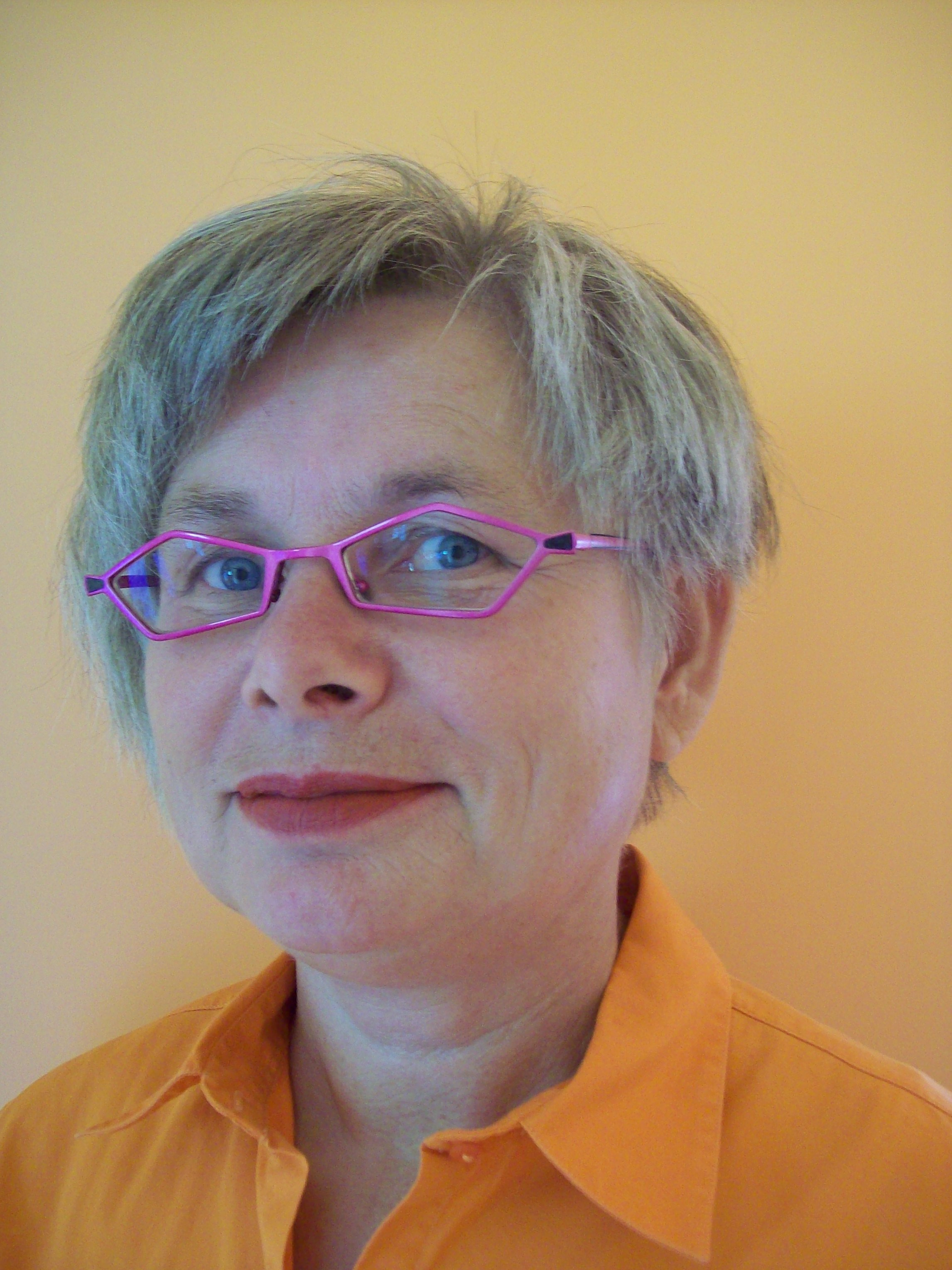
Marianne Vogel (2014)

Marianne Vogel (* 6. August 1958 in Rotterdam) ist eine niederländische Schriftstellerin, Germanistin, Übersetzerin und persönlicher Coach.

## Biografie
Vogel wurde am 6. August 1958 in Rotterdam geboren. Nach dem Abitur (1976) wohnte sie einige Jahre in Paris und Berlin. Ab 1979 studierte sie Deutsche Sprache und Literatur an der Universität Leiden. Neben ihrem Hauptfach belegte sie auch Lehrveranstaltungen in Philosophie und Pädagogik. 1985 schloss sie ihr Studium mit dem Titel Doctorandus ab, was im niederländischen System dem Magister entspricht. Anschließend setzte sie ihr Philosophiestudium fort und arbeitete auf einer Doktorandenstelle an ihrer Dissertation.
1992 wurde sie an der Universität Leiden zum Dr. phil. promoviert. Ihr Doktorvater war Hans Würzner, und ihre Dissertation behandelte das literarische Werk von Paul Klee.
Die folgenden beinahe zehn Jahre arbeitete Vogel als Niederlandistin an verschiedenen Universitäten in Deutschland, davon sieben Jahre an der Universität Freiburg im Breisgau. Ihr Forschungsschwerpunkt lag im Bereich der niederländischen und deutschen Literatur und Kultur. 2001 verteidigte sie ihre zweite Dissertation, diesmal an der Universität Maastricht. Ihre Doktormutter war Maaike Meijer und ihre Dissertation befasste sich mit dem niederländischen literarischen Feld der Nachkriegszeit (Baard boven baard, siehe unten).
Seit 2001 wohnt Marianne Vogel wieder in den Niederlanden. Nach einigen Jahren als Germanistin an der Reichsuniversität Groningen eröffnete sie 2006 ihre eigene Coachingpraxis De Bosvogel Coaching in Zuidhorn.
2012 erfolgte ihr Debüt als Autorin von literarischen Thrillers. Ihre Bücher spielen jeweils in Berlin, die Plots behandeln Kernthemen der deutschen Geschichte, Politik und Kultur. In ihrem ersten Thriller Gedeelde stad, geheelde stad (Geteilte Stadt, geheilte Stadt) behandelt Vogel die Wunden der Wiedervereinigung. In ihrem zweiten Thriller, In de schaduw van Marlene Dietrich (Im Schatten von Marlene Dietrich, 2014), stehen die 1920er-Jahre, der Aufstieg der Nazis und die Emigration von Berlinern in die Niederlande im Mittelpunkt. Der dritte Thriller, Communistengoud en kerstengelen (Kommunistengold und Weihnachtsengel, 2016), behandelt die Stasi und die verschwundenen DDR-Millionen im heutigen Deutschland. Im vierten Roman, Geest en Beest (Geist und Bestie, 2018), werden die späten Folgen des Zweiten Weltkriegs, Weimar, Buchenwald und Goethe behandelt.

## Berufliche Karriere
- 1987–1991 Assistentin, Universität Leiden.
- 1992–1994 Dozentin für niederländische Sprache und Literatur in Leipzig und Frankfurt am Main.
- 1994–2001 Leitung des Niederländischlektorats an der Universität Freiburg.
- 2001–2006 Studienberaterin, Koordinatorin für Deutschlandstudien und Dozentin an der Universität Groningen.
- 2002 Zehn Wochen Gastdozentin an der Universität Indonesia in Djakarta.
- Seit 2006 hat Vogel eine eigene Coachingpraxis.

## Auszeichnungen
- 1996 Übersetzerpreis des Estnischen Kulturkapitals für die Übersetzung von Emil Todes Roman Piiririik ins Niederländische (gemeinsam mit Cornelius Hasselblatt).

## Veröffentlichungen (Auswahl)
Thriller
- 2012 Gedeelde stad, geheelde stad. Berlijnse thriller. Soesterberg: Verlag Aspekt. 374 S. Zweite Auflage 2014.[2]
- 2014 In de schaduw van Marlene Dietrich. Berlijnse thriller. Soesterberg: Verlag Aspekt. 373 S.
- 2016 Communistengoud en kerstengelen. Berlijnse thriller. Soesterberg: Verlag Aspekt. 386 S.
- 2018 Geest & Beest. Berlijnse thriller. Soesterberg: Verlag Aspekt. 379 S.
- 2021: Brecht gaat voor recht. Berlijnse thriller. Soesterberg: Verlag Aspekt. 427 S.
- 2024: Speelbal van spionnen. Berlijnse thriller. Soesterberg: Verlag Aspekt. 403 S.

Wissenschaftliche Publikationen
- 1988 Ich bin ein ganz schlichter Malermeister. Über den Status des schriftlichen Werkes von Paul Klee. In: Leids kunsthistorisch jaarboek 7, 99-121.
- 1992 Zwischen Wort und Bild. Das schriftliche Werk Paul Klees und die Rolle der Sprache in seinem Denken und in seiner Kunst. München: Scaneg-Verlag. 198 S.
- 2001 Baard boven baard. Over het Nederlandse literaire en maatschappelijke veld 1945-1960. Amsterdam: Van Gennep. 294 S.
- 2001 Recensies! Waar onze literatuur vandaan komt. Amsterdam/Abtverpen: Veen. 63 S.
- 2003 (Hg., mit Frits Botermann): Nederland en Duitsland in het interbellum. Wisselwerking en contacten. Onder redactie van en Marianne Vogel. Hilversum: Verloren. 256 S.
- 2006 (Hg.): Van quatsch en kwaliteit. Nederlandse en Duitse media en hun cultuurverschillen. Groningen: Barkhuis.
- 2007 (Hg., mit Petra Broomans und Stella Linn): Object: Nederlandse literatuur in het buitenland. Methode: onbekend. Vormen van onderzoek naar de receptie van literatuur uit het Nederlandse taalgebied. Groningen: Barkhuis
- 2012 Van IJstijd tot Skype. Korte geschiedenis van Estland. Von Cornelius Hasselblatt, mit redaktioneller Mitarbeit von Marianne Vogel. Antwerpen, Apeldoorn: Garant. 255 S.

Übersetzungen
- Van haast naamloze kusten. Moderne Estische poëzie. Samengesteld en ingeleid door Paul-Eerik Rummo. Uit het Estisch vertaald door Marianne Vogel en Mati Sirkel. Leiden: De Lantaarn & De Slavische Stichting te Leiden 1989. 47 S.
- Een meester over de chaos : teksten van Paul Klee. Samenstelling, vertaling en nawoord: Marianne Vogel. Zeist: Vrij Geestesleven 1989. 119 S.
- (mit Iris Réthy) Arvo Valton: De wereldreis van Arvid Silber. Breda: De Geus 1991. 320 S.
- (mit Cornelius Hasselblatt) Viivi Luik: De schoonheid der geschiedenis. Breda: De Geus 1992. 190 S.
- (mit Cornelius Hasselblatt) Jaan Kross: Het vertrek van professor Martens. Amsterdam: Prometheus 1993. 277 S.
- (mit Cornelius Hasselblatt) Emil Tode: Grensgebied. Amsterdam: Meulenhoff 1996. 140 S.
- Woorden in de wind van de Oostzee. Estische poëzie uit de twintigste eeuw. Jaan Kaplinski, Doris Kareva, Viivi Luik, Ene Mihkelson, Karl Ristikivi, Paul-Eerik Rummo, Triin Soomets, Mats Traat, Mari Vallisoo, Juhan Viiding. Samengesteld door Cornelius Hasselblatt & Marianne Vogel. Vertaald uit het Estisch door Adriaan van der Hoeven, Theo van Lint, Frans van Nes, Jan Sleumer & Marianne Vogel, o.l.v. Cornelius Hasselblatt & Marianne Vogel. Leuven: Uitgeverij P 2005. 175 S.